# Osteostraci
Classe
Ordres de rang inférieur
- † Benneviaspida
- † Cephalaspidiformes
- † Cornuata
- † Kiaeraspidida
- † Osteostraciformes
- † Thyestiida
- † Zenaspida

Les ostéostracés (Osteostraci)  forment une classe éteinte de poissons sans mâchoires apparu il y a environ 420 millions d'années environ au Silurien moyen, pour disparaître au Dévonien supérieur.
D'abord marin, les ostéostracés ont ensuite envahi les eaux douces.

## Description

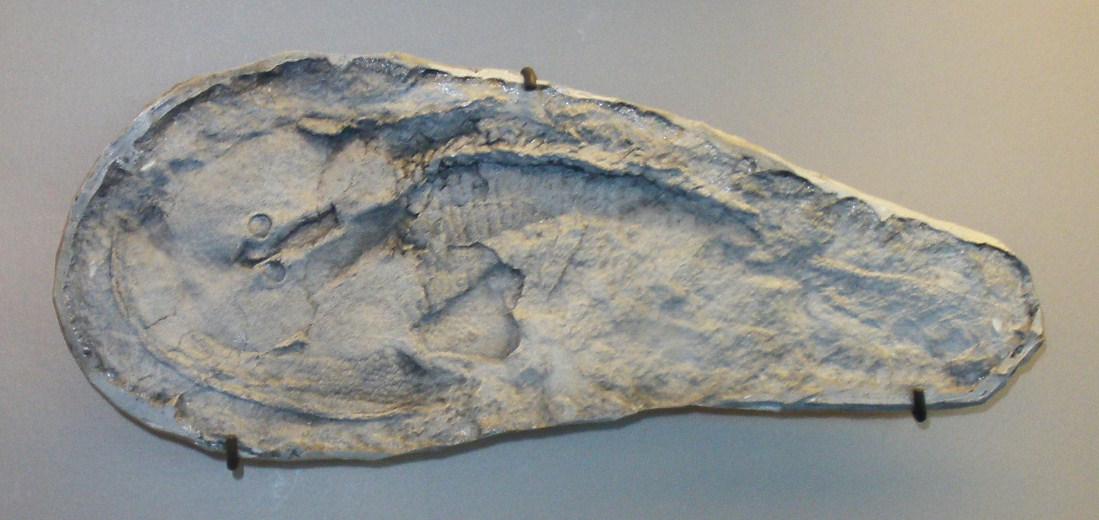
Fossile de Zenaspis powriei.

Il s'agissait de créatures plates se nourrissant sur les fonds marins grâce à une bouche ronde et totalement infère. Les osteotracés étaient pourvus d'un bouclier céphalique formé d'un seul os qui, contrairement aux hétérostracés, ne grandissait pas tout au long de la vie. La croissance de ce bouclier s'amorçait à l'âge adulte jusqu'à atteindre une fois pour toutes sa taille définitive. Les paléontologues estiment en effet que du fait de sa constitution (un os unique), une croissance indéfinie n'était pas possible. Ainsi il est fort probable que les alevins en fussent dépourvus.
Leur anatomie indique qu'ils devaient être de bons nageurs. Ils possédaient en effet une nageoire dorsale et en lieu et place des nageoires pectorales deux « ailes » recouvertes d'écailles. Enfin, la queue est forte et possède un lobe supérieur proéminent.
Le squelette bien que cartilagineux, était recouvert d'une fine couche osseuse qui a parfois permis une excellente fossilisation de ces poissons. Est ainsi connue la structure du cerveau, des branchies, de la bouche et même d'une partie du système sanguin et nerveux.
Le système nerveux est particulièrement bien développé sur le sommet et les côtés du crâne où se trouvent les organes sensoriels des ostéotracés. Ces organes devaient ainsi aisément détecter les vibrations de l'eau ou jouer un rôle d'électro-récepteur.

## Sources
- (en) Douglas Palmer, The Marshall Illustrated Encyclopedia of Dinosaurs & Prehistoric Animals : A Comprehensive Color Guide to Over 500 Species, New Line Books, 2002, 312 p. (ISBN 1-57717-293-0)